# Myochrous whitei
Myochrous whitei är en skalbaggsart som beskrevs av Blake 1950. Myochrous whitei ingår i släktet Myochrous och familjen bladbaggar. Inga underarter finns listade i Catalogue of Life.